# 黃龍 (神獸)

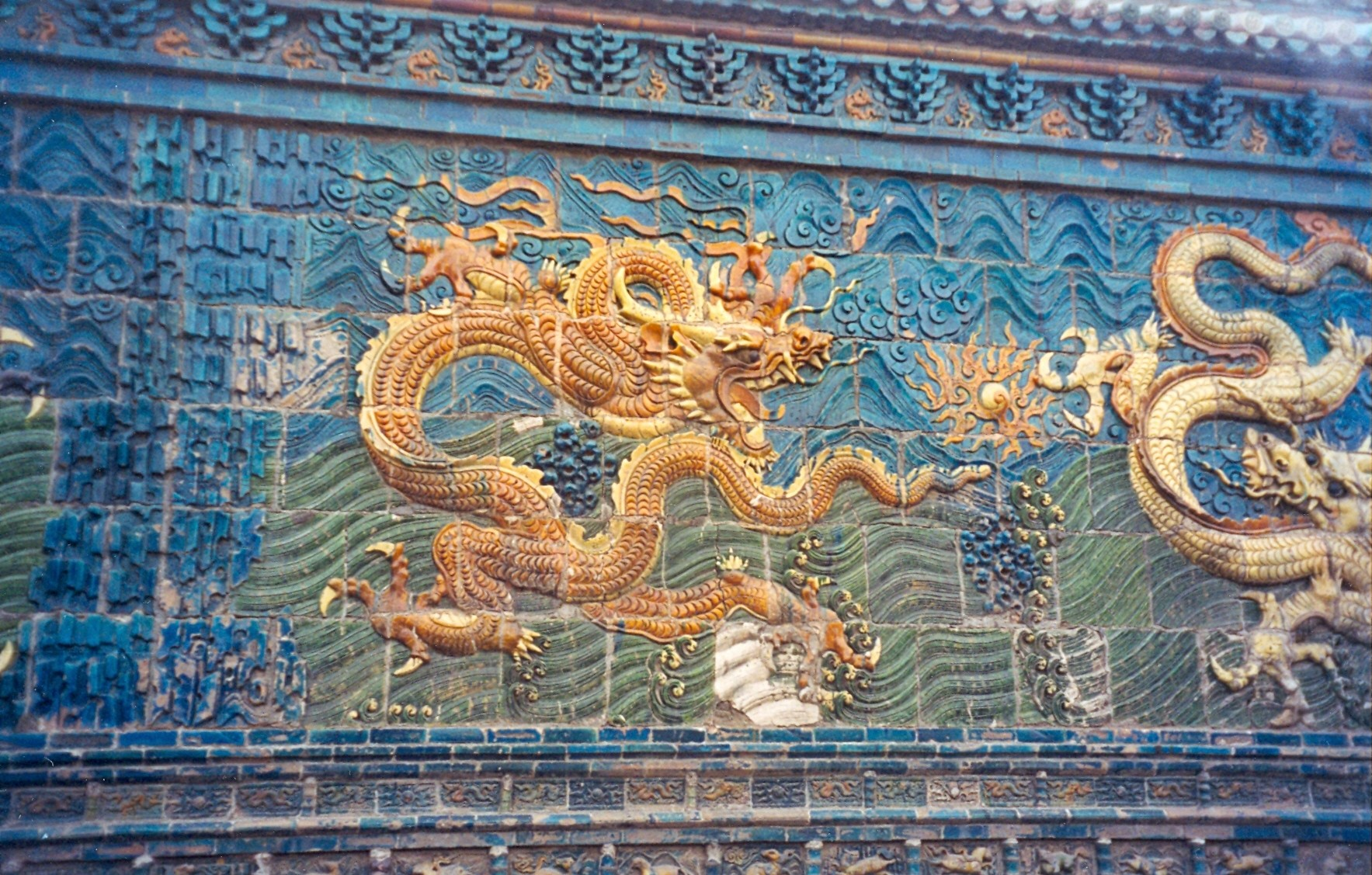

黃龍，最初用于星座名和阐述哲学思想，后延伸为中國古代傳說中的一种神獸，经常被用到大众文化中，是统御四象之神。有土德，为象征五行中的土、五星中的镇星、五神中的后土、方位中的“中央”的神獸，此黄龙即应龙，但要注意的一點是，並非所有黃龍都指應龍。。亦有黄龙作为黄帝轩辕氏的象征，相传黄帝最后乘應龙飞升，《史记·天官书》记载:“权，轩辕。轩辕，黄龙体。”此外，据说禹的父亲鲧被祝融杀死后化作黄龙。为四象之长
作为神兽，黄龙亦常被谶讳家作为帝王的瑞兆 。《吕氏春秋》：“禹南省，方济乎江，黄龙负舟。”  《尚书中候》：“舜沉璧於河，荣光休至，黄龙负卷舒图，出入坛畔。”
黃龍在古代還具有一定的皇權象徵意義，譬如在九龍壁上可以見到黃龍浮雕。
台湾传说也有黄龙，某一风雨晦冥、波涛大起之夕，在桃园龙潭陂出没。

## 记载
- 《文献通考》引“《中兴天文志》：石氏云，中宫黄帝，其精黄龙，为轩辕。
- 首枕星、张，尾挂柳、并，体映三台。
- 《灵宪》：
- 苍龙连蜷於左，白虎猛据於右，朱雀奋翼於前，灵龟圈脊於後。
- 黄龙轩辕於中，则是轩辕一星，与苍龙、白虎、朱雀、玄武为五。
- 《淮南子·天文训》：何谓五星？
- 东方木也，其帝太皞，其佐句芒，其神为岁星，其兽苍龙；
- 南方火也，其帝炎帝，其佐朱明，其神为荧惑，其兽朱鸟；
- 中央土也，其帝黄帝，其佐后土，其神为镇星，其兽黄龙；
- 西方金也，其帝少皞，其佐蓐收，其神为太白，其兽白虎；
- 北方水也，其帝颛顼，其佐玄冥，其神为辰星，其兽玄武。
- 《太上洞渊神咒经卷之十三》：东方青帝青龙王，南方赤帝赤龙王，西方白帝白龙王，北方黑帝黑龙王，中央黄帝黄龙王。

唐開元二年（714年），唐玄宗首次將五龍納入小祀，北宋大觀四年（1110年），宋徽宗下詔敕封五龍神爲王，祂們爲：中央黃龍孚應王，東方青龍廣仁王，南方赤龍嘉澤王，西方白龍義濟王，北方玄龍靈澤王。

## 大众文化
- 游戏Puzzle & Dragons中的宠物“星輝の黄龍帝・ファガン”、“星帝の黄龍・ファガン”、“黄龍の化身・ファガン”
- 日本万代株式会社的跨平台产品『数码暴龙』系列中登场的虚构生物“黄龙兽”。
- 日本《女神转生》、《PERSONA》系列中的仲魔“黄龙”和PERSONA“黄龙”。

## 相關
- 应龙
- 天之四灵
- 四灵
- 四象
- 龙